# Hoplitis tricolor
Hoplitis tricolor là một loài Hymenoptera trong họ Megachilidae. Loài này được Saunders mô tả khoa học năm 1908.